# Украинка (Березанский район)
Украинка (укр. Українка, до 2016 г. — Червоная Украинка) — село в Березанском районе Николаевской области Украины, расположено на берегу Тилигульского лимана в 12 км от трассы М-14 Одесса — Новоазовск на участке Одесса — Николаев, недалеко находится курорт Коблево и винзавод «Коблево». Червоная Украинка расположена вдоль лимана между двух кос, в результате чего открывается красивейший пейзаж, развита рыбная ловля, охота. Село состоит из 5 улиц: Ленина, Степная, Юбилейная, Новосельского, Молодёжная, также имеет отдаленный участок села, так называемая «Коса», где также находятся жилые дома, относящиеся к Червоной Украинке. На «Косе» были первые заселения данной местности.
Село не оснащено газом, уничтожены сады и виноградники, общежития. Асфальтированы почти все дороги, вода подается регулярно (с целью экономии ресурсов воды в летний период согласно графику подается два-три раза в неделю). Парк обновляется и ежегодно в нём проводят уборку ученики школы. В селе работает детский сад, в последние годы заметно повысилась рождаемость. Молодёжь большинством мигрирует из села, а та молодёжь которая остается трудоустроены на винзаводе "Коблево", стивидорной компании "ТИС" и на ореховых садах которые заняли место на очищенных заброшенных территориях виноградников. Ранее в селе находилась столовая, общежития, 20-ти квартирный дом, склады, коровники, гусятник и прочая инфраструктура позволяющая нормальному функционированию села. Но при всем этом это населенный пункт который находится в непосредственной близости к трассе и городам что способствует росту численности людей желающих приехать летом на отдых к берегу Тилигульского лимана.
Село основано в XIX веке, имеет свою среднюю образовательную школу, детский сад, орган местного самоуправления — Червоноукраинский сельский совет. Село также находится на территории Тилигульского регионального ландшафтного парка. площадь которого — 8195,4 га. Парк создан в 1995 году.
Поводом для создания парка послужило то, что Тилигульский лиман является одним из немногих водно-болотных угодий, где сохранились естественные морские ландшафты. Экосистема лимана имеет уникальные условия для жизни животных и растительных организмов. Акватория Тилигульского лимана является одним из чистейших водоемов северного Причерноморья и представляет большую ценность для биологического разнообразия региона.